# Reveal
Reveal er et studiealbum af det amerikanske alternative rockband R.E.M. udgivet i 2001.
Førstesinglen "Imitation of Life" opnåede #6 på UK Singles Chart men opnåede kun #83 på U.S. Billboard Hot 100. Samtidig opnåede den #1 på både spanske hitlister og for første fik R.E.M. også en #1 på japanske hitlister.
Åbningsnummere "The Lifting" er en prequel til sangen "Daysleeper" fra deres album Up fra 1998.
Albummet blev positivt modtaget af både anmeldere og publikum. Baseret på 20 anmeldelser fra mainstream kritikere fik albummet ifølge Metacritic en score på 76 ud af 100 på en standardiseret pointskala.

## Spor
Alle sange er skrevet af Peter Buck, Mike Mills og Michael Stipe.
Chorus Side
1. "The Lifting" – 4:39
2. "I've Been High" – 3:25
3. "All the Way to Reno (You're Gonna Be a Star)" – 4:43
4. "She Just Wants to Be" – 5:22
5. "Disappear" – 4:11
6. "Saturn Return" – 4:55

Ring Side
1. "Beat a Drum" – 4:21
2. "Imitation of Life" – 3:57
3. "Summer Turns to High" – 3:31
4. "Chorus and the Ring" – 4:31
5. "I'll Take the Rain" – 5:51
6. "Beachball" – 4:14